# Some Great Reward
 Some Great Reward  — четвертий студійний альбом британського гурту Depeche Mode, виданий в 1984 році.

## Про альбом
Звучання Some Great Reward яскраво демонструє те, що музика Depeche Mode все більшою мірою стає темною і похмурою. Загальний тон текстів пісень цього альбому менш залежав від слів, ніж у Construction Time Again, за винятком хіта «People Are People», в якому засуджувався расизм. Однак зі своїми роздумами про світ і життя, Some Great Reward таки став більш романтичним і інтроспективним альбомом.
2 жовтня 2006 альбом був перевиданий у Великій Британії, а 3 жовтня — у США.

## Трек-лист
1. Something to Do — 3:47
2. Lie to Me — 5:03
3. People Are People — 3:52
4. It Doesn't Matter — 4:44
5. Stories of Old — 3:13
6. Somebody — 4:27
7. Master and Servant — 4:12
8. If You Want — 4:41
9. Blasphemous Rumours — 6:22